# 김형태 (1952년)
김형태(金亨泰, 1952년 12월 10일~2024년 4월 7일)는 대한민국의 방송 기자·정당인이다. 제19대 국회의원을 지냈다.
1979년 KBS에 공채기자로 입사하였다. 2003년까지 주로 정치부, 사회부 기자로 활동하였고, 사건팀장, 법조반장, 뉴욕특파원, 국회반장, 기동취재부장, 사회2부장, 문화과학부장, 사회1부장, 시청자센터 주간을 거쳤다.
2003년에 KBS를 퇴사한 뒤, 제17대 국회의원 출마하기 위해 정치계로 입문하였다. 2012년 4월 11일 실시된 대한민국 제19대 총선에서 포항남ㆍ울릉 선거구의 국회의원으로 당선되었다.
이후에는 국토사랑방송 명예회장과 세계한인언론인협회 상임고문을 지냈다.
2024년 4월 7일 별세하였다.

## 역대 선거 결과
|  | 6.27% |

|  | 41.24% |